# Ra II
För andra betydelser, se Ra.

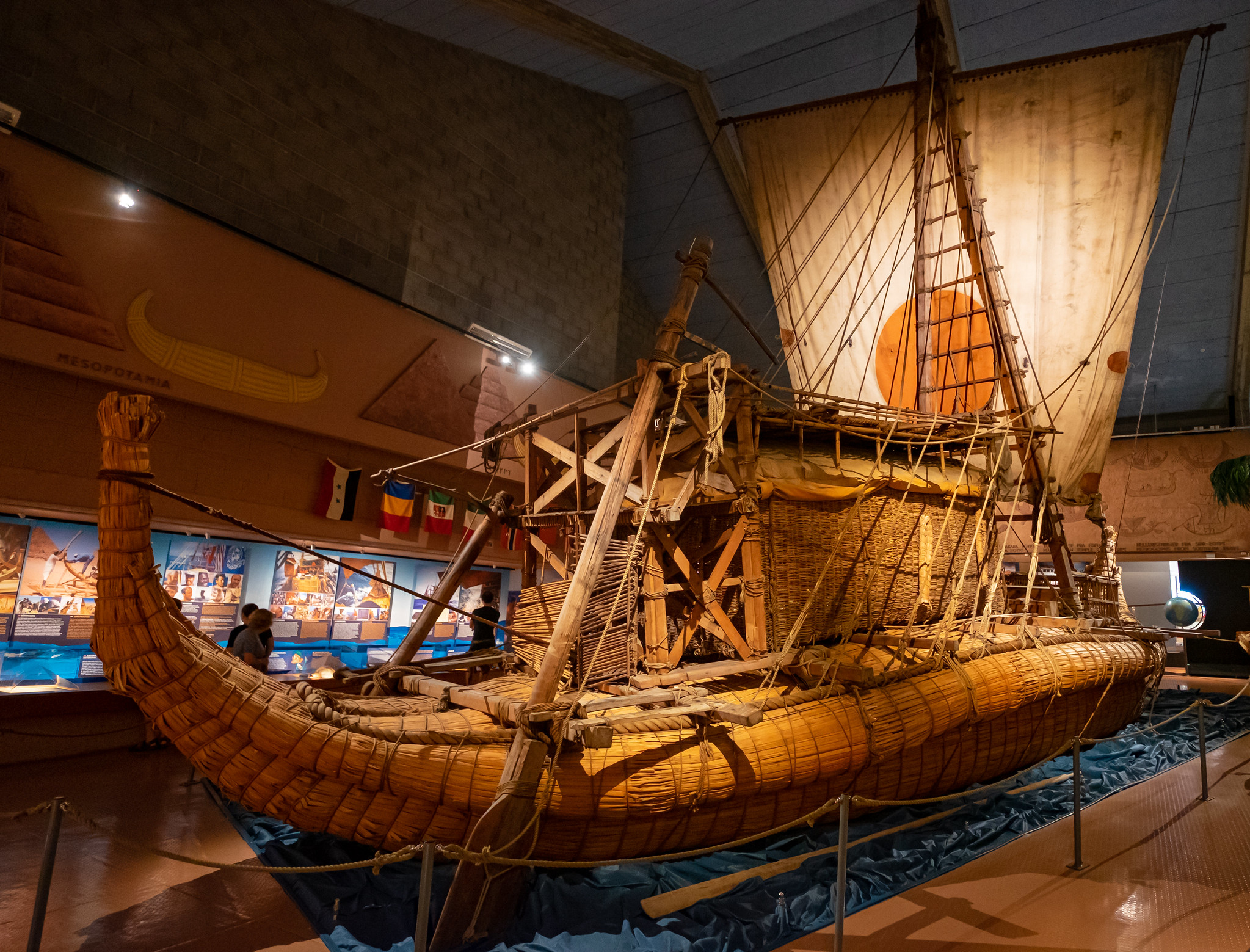
Ra II på Kon-Tiki-museet i Oslo.

Ra II var namnet på Thor Heyerdahls tredje expeditionsbåt (den andra av papyrus). Föregångarna var Kon-Tiki och Ra I, och fartyget var liksom Ra I döpt efter den egyptiske solguden Ra. Den byggdes för att bevisa att det var möjligt att resa från Afrika till Amerika med en papyrusbåt.

## Expeditionen
Ra I hade året före havererat fem dagars segling öster om Barbados i Karibien efter att ha tillryggalagt cirka 5 000 km. Orsaken till haveriet var ett konstruktionsfel som gjorde att aktern sjönk ner i vattnet och medförde att båten blev manövreringsoduglig.
Inför bygget av Ra II lärde man sig av sina tidigare misstag. Ra II avseglade även den här gången från Safi i Marocko, med Karibien som mål. Ra II kom tryggt fram till Barbados den 12 juli 1970 efter 57 dagars segling om sammanlagt 6 000 km. Med denna seglats kunde Heyerdahl bevisa att man från den Gamla Världen kunde nå Amerika sjövägen ca. 2500 år före Leif Erikson.
Idag finns Ra II utställd på Kon-Tiki-museet i Oslo.

## Båten
Vis av erfarenheterna från Ra I med bland annat en akter som sjönk ner så hämtades båtbyggare från Titicacasjöns bolivianska del. Heyerdahl hade under resan förstått felet.
På Ra I hade man lastat merparten av lasten på läsidan vilket visade sig vara fel. Vindsidan blev nedtyngd av vatten och båten trycktes ned allt djupare i stormbyarna.
Under skapliga dagar höll båten en medelhastighet på nästan 4 knop (7,4 km/tim). Medelhastigheten under hela resan var 105 km per dygn, det vill säga 2,4 knop.
Vid överfärden utnyttjades Norra ekvatorialströmmen som från Safi passerade mellan Kanarieöarna och Afrikas västkust ned till Dakar och lämnade där kusten och drev förbi Kap Verde och smet sedan över Atlanten upp mot Bahamas.

## Besättningen
Besättningen bestod, förutom Heyerdahl själv, av:
- Jurij Senkevitj (1937-2003)[2],(skeppsläkare - Ra I, Ra II, Tigris), med erfarenheter från Antarktis, författare.
- Norman Baker (1929-2017), (navigatör och telegrafist - Ra I, Ra II, Tigris), den ende med en bakgrund av yrkesmässigt sjömannaskap i besättningen.
- Santiago Genovés (1923-2013), (förrådsförvaltare - Ra I, Ra II, Tigris), exilspanjor, antropolog, forskningsprofessor på universitet i Mexico och författare till boken Pax och mottog av påven Johannes XXIII International Peace Council 1969 strax inför resan med Ra I och var även nominerad för Nobels fredspris.
- Georges Sourial, (undervattensexpert - Ra I, Ra II, Tigris), kemiingenjör, professionell dykare, mästare i judo och playboy.
- Carlo Mauri (1930-1982), (filmfotograf - Ra I, Ra II, Tigris), bergsbestigare och expert på tåg  och knopar.
- Kei Ohara（japanska: 小原 啓）[3]
- Madani Ait Ouhanni